# Национални парк Преспа
Национални парк Преспа (алб. Parku Kombëtar i Prespës) је национални парк који се налази на југу Албаније, у близини граница са Грчком и Републиком Македонијом. Површина парка је 277,5 km², а он обухвата Преспанско језеро и Мало Преспанско језеро, унутар граница Албаније. Унутар граница националног парка налазе се планине, острва, ливаде и густе шуме. Међународна унија за заштиту природе уврстила је парк под зашититу у другој категорији.
Парк је основан да би сачувао неколико екосистема, биолошку разноврсност, као и културно наслеђе регије. Парк је укључен у оквиру асоциације Европски зелени појас и у програм Човек и биосфера у оквиру Унеска. Преспанско језеро је препознато као мочварно подручје од међународног значаја, од стране Рамсарске конвенције, као и важну област биљних и птичијих врста.
Преспанско језеро и Мало Преспанско језеро се налазе се између 850 и 900 m надморске висине у западном делу Балканског полуострва. Преспанско језеро налази се око 150 m од Охридског језера и преко канала улива се у њега. Преспанско језеро и Охридско језеро дели Галичица (2288 м), планина и национални парк у Републици Македонији, чији један део улази и у састав Албаније.
Планински чај се култивише и просперира на кречњачким деловима ове планине и један је од најпопуларнијих врста чаја у Албанији. Поред тих подручја, у оквиру националног парка налази се и острво Мали Град на којем се налази велики број пећина, које настањују звери.
Због температурних и климатских разлика између различитих подручја и надморске висине парка, у њему је настањен велику број биљних и животињских врста. У парку се налазе Пиндске планине са мешовитим шумама, које су екорегион медитеранске вегетације. Шуме покривају 135 km² територије парка, са густим четинарским и листопадним шумама.
У парку је пописано 1130 врста флоре и 174 врста гљива, које су распрострањене у целом парку. Постоји и 60 сисара, 270 врста птица, 23 врсте гмизаваца, 11 врста водоземаца и 23 врсте риба.
Најстарији трагови људског насељавања на територији парка датирају из неолитског периода. За време античког периода, стари трговачки Игњатијев пут пролазио је кроз ово подручје, где је било и неколико грчких насеља. У средњем веку, област је била под контролом Византије, а данас се у парку налазе бројна природна и културна добра. У оквиру националног парка налази се велики број стари здања. Прави пример тога је православна црква црква Рођења Пресвете Богородице на Малом Граду, коју је подигао српски племић и кесар Новак Мрасоровић. Црква је проглашена за споменик културе Албаније.

## Географија
Национални парк Преспа стациониран је на југу Албаније, на граници са Републиком Македонијом на североистику и са Грчком на југоистику. Парк укључују Преспанско језеро, Мало Преспанско језеро, острво Мали Град и околне регије. Налази у албанској области Корча, а најближи град националног парка је Корча. На преко 21 km² налазе сепољоприведна земљишта, док је 53,72 km² подручја класификовано као непродуктивно земљиште. Шуме заузимају 135 km² површине парка, а на само 18,28 km² се налазе ливаде и пашњаци. Остатак парка окупиран је водом, са 49,5 km².
Преспанско језеро подељено је између Албаније на западу и Републике Македоније на североистоку. Јужније, налази се Мало Преспанско језеро, које је подељено између Албаније и Грћчке и улива се у Преспанско језеро. Језера се налазе на 849 и 853 m надморске висинаме, што их уврстава у језера на највишим тачкама Југоистичне Европе. Преспанско језеро напаја се са неколико подземних токова, који се уливају и у Охридско језеро. Језера су одвојена планином Галичицом, између које се на западном делу налази долина где се језера одливају током поплава на пролеће.
У парку преовлађује средоземна клима, а парк је под утицајем и континенталне климе. Парк је прилично јединствен због разноликог рељефа, варијације у надморској висини и положаја подручја у односу на језера.
Средњи месечни температурни опсег је између 0,2 °C у јануару и 19,2 °C у јулу. Падавине се углавном јављају крајем јесени и зиме, док је најмања количина падавина у јулу и августу. Просек падавина током године је између 700 и 1400 mm, у зависности од дела парка и климатског утицаја.

## Флора
Због свог посебног положаја и распореда различитих врста станишта, вегетација је континентално–евроазијског карактера, са медитеранским утицајем. Језера и мочваре под утицајем конфигурације терена, имају велики утицај на биодиверзитет читавог подручја. Најважнија станишта парка су шуме, жбунасти предели, ливаде и пашњаци. У парку се налази 1130 биљних врста и 173 врста гљива. Постоји 60 биљних врста, које су класификоване као ретке и угрожене на глобалном, европском и националном нивоу.
Шуме су прекривене мешавином храста, букве, јеле и клеком. Зоне храста, налазе се на надморским висинама од 600 до 1300 m. Оне укључују храст китњак, сладун, медунац, македонски храст и цер, док се од врста грмова у парку налази бели глог, дрен, леска и шипак.
Биљке које најчешће расту на пашњацима су Agrostis capillaris, Brachypodium Sylvaticum, Brachypodium pinnatum, Henista tinctoria, Hieracium pilosella, Acinos alpinus, Dianthus carthusianorum и Geranium cinereum.
 Регије изнад 1500 m надморске висине прекривене су алпско-планинским ливадама, а у овој зони распрострањени су клека, жбунасте биљке и велики број јестивих биљака.

## Фауна
Захваљујући повољним климатским и еколошким условима, у парку постоји велики број животињских врста. По попису, парк настањује 60 сисара, од чега су њих 6 ендемске на простору Балкана. Мрки медвед и вук стално су настањени на овом подручју, искључиво у шумском пределу парка. Овај парк један је од последњих подручја у Европи где је присутна изузетно велика разноликост међу животињским врстама. Угрожене врсте нису уочене, али се верује да парк служи као важан биокоридор због блискости са Националним парком Шебеник-Јабланица на западу. Дивља мачка, лисица, јазавац, видра и дивокоза су неке од врста које настањују парк. У парку је пописано 25 врста слепих мишева укључујући ресастог вечерњака, малог ноћника, rhinolophus ferrumequinum и tadarida teniotis. Парк штити највеће и најважније популације дугопрстог вечерњака у Европи, који у овом парку највише настањују пећину Трени.
Национални парк Преспа изузетно је богат различитим врстама птица, са 270 врста птица певачица, а 132 врсте њих овде и прави гнезда. За време лета, језера су дом за угрожеогу кудравог несита, где има око 700 парова ове птице и то је највећа узгојна колонија ове врсте на целом свету.
Водене и шумске области настањују врсте као што су кобац, јастреб, кос и бела рода и широко су распрострањене, као и популације ретких врста ластавичара, љештарке, прдавца, вијоглаве и царића, које су редовне и уобичајене у овом парку. У водама парка живи укупно 23 врсте риба.
Парк настањује и 23 врсте гмизаваца, а 5 њих су ендемске врсте на Балкану. Неке од врста настањене у Преси су Emys orbicularis, шумска корњача, грчка корњача, слепић, шарени смук, степски смук, зидни гуштер, зелембаћ и многе друге.
У парку је пописано и 11 врста водоземаца, а неке од њих су мали мрмољак, Pleurodelinae, обична крастача, зелена крастава жаба, велика зелена жаба, шумска жаба и шарени давждевњак.

## Галерија
- Поглед на Преспанско језеро
- Поглед на језеро и остатак парка
- Велики вранац током лова у парку
- Мало Преспанско језеро
- Плаже у парку

- Црква Рођења Пресвете Богородице на Малом Граду
- Ретка врста бора у парку
- Фреска кесара Новака, Црква Рођења Пресвете Богородице на Малом Граду